# أرتور سواريس كوريا
أرتور سواريس كوريا (15 مارس 1955 في البرتغال - ) هو لاعب كرة قدم برتغالي في مركز الدفاع. شارك مع منتخب البرتغال لكرة القدم. أما مع النوادي، فقد لعب مع سبورتينغ براغا ونادي إيسبينهو.

## وصلات خارجية
- أرتور سواريس كوريا على موقع قاعدة بيانات كرة القدم.إي يو (الإنجليزية)
- أرتور سواريس كوريا على موقع قاعدة بيانات كرة القدم.إي يو (الإنجليزية)
- أرتور سواريس كوريا على موقع عالم كرة القدم.نت (الإنجليزية)